# Cuarteador
En la Argentina y Uruguay, el cuarteador era quien manejaba una yunta de caballos que tiraban de un vehículo en malos pasos -generalmente, lodazales- o para subir cuestas. En otros países se lo llamaba encuartero. 
En arte
Los costumbristas tanto argentinos como uruguayos, los poetas y letristas de tango han hecho de la figura del cuarteador de Buenos Aires un representante de la ciudad a principios del siglo XX. El tango El cuarteador (1941), de Enrique Cadícamo, es la obra más conocida que describe y enaltece al cuarteador argentino. Otra pieza reconocida fue la milonga El cornetín del cuarteador, de Alberto Vacarezza. Borges los menciona en su poema La Chacarita (Cuaderno San Martín, 1929) y en su cuento El Muerto (El Aleph, 1949). 
En televisión
En 1977 se estrenó la telenovela argentina El cuarteador, con Rodolfo Bebán y Gabriela Gili, inspirada en el tango de Cadícamo.